# 24Norrbotten
24Norrbotten var en lokal tv-kanal från Norrbottens Media AB. Det är en variant av lokal-TV-kanalerna 24nt (Norrköping), 24.UNT (Uppsala) och 24Corren (Linköping). 24Norrbotten sändes som fri kanal i det digitala basutbudet från Älvsbysändaren. Den 31 mars 2016 upphörde marksändningarna för 24Norrbotten.
24Norrbotten sände även sina program på sin webbplats 24Norrbotten Play.
2016 gick 24Norrbotten från att vara en tv-kanal till att bli webb-TV på Norrbotten-Kurirens och Norrländska Socialdemokratens hemsida.